# Michael Sendivogius
Michał Sędziwój, noto in italiano come Michele Sendivogio (in latino Michael Sendivogius; Łukowica, 2 febbraio 1566 – Kravaře (Moravia-Slesia), 1636), è stato un alchimista, filosofo e diplomatico polacco.

## Biografia

Stemma araldico di Ostoja

Poco è noto della sua vita avventurosa, e le notizie sono talvolta contrastanti. Nacque in una famiglia nobile con lo stemma di Ostoja. La famiglia aveva una piccola fattoria a Nowy Sącz. Il padre Jacob Sędzimir lo mandò all'Università di Cracovia dove studiò dapprima filosofia e teologia, ma poi si rivolse a matematica e scienze, e giunse all'alchimia seguendo le opere di Arnaldo da Villanova. Divenne amico di Mikołaj Wolski, personaggio influente che aveva entrature alla corte di Rodolfo II d'Asburgo, Imperatore del Sacro Romano Impero a Praga.
Sendivogius visitò molte università e paesi europei. Studiò a Vienna (1591), Altdorf bei Nürnberg (1594-1595), Lipsia (1590) e forse Cambridge. Conobbe gli alchimisti inglesi John Dee e Edward Kelley. Visitò Padova, Roma, Napoli, Venezia e secondo alcune fonti anche Costantinopoli.
Nel 1594 sposò Veronika Stiebarin, ricca vedova di Hans Ehrenfried von Absberg e nel 1595 si trasferì a Praga, dove destò stupore con i suoi esperimenti alchemici. Svolse anche compiti diplomatici al servizio di Rodolfo II e di Sigismondo III di Svezia, re di Polonia. Nel 1599 la moglie morì di peste a Praga.

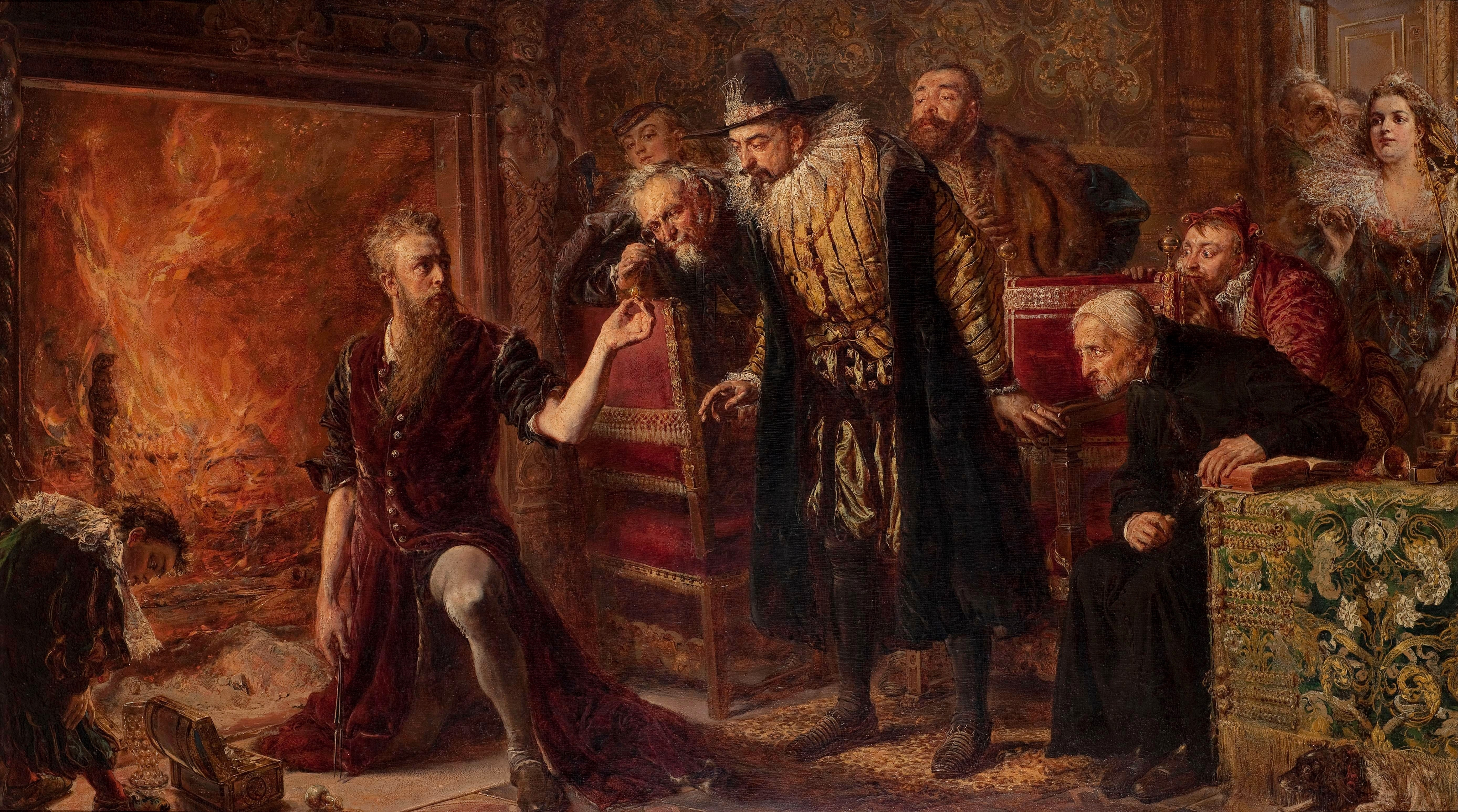
L'alchimista Sendivogius, olio su tavola di Jan Matejko, che lo ritrae alla corte di Sigismondo

Dopo il 1605 si stabilì a Cracovia. Il re di Polonia Sigismondo III era interessato all'alchimia e finanziò i suoi studi alchemici, ma le sue ricerche sulla trasmutazione dei metalli furono deludenti. Nel 1616 approdò a Vienna, mettendosi al servizio del nuovo Imperatore del Sacro Romano Impero, Ferdinando II d'Asburgo. Per ricompensarlo dell'attività politica svolta l'imperatore gli donò una tenuta nel Ducato di Krnov, che includeva l'insediamento di Kravaře (Moravia-Slesia), dove Sedivogius morì nel 1636.

## Opere
Sendivogius scrisse varie opere di alchimia, per la maggior parte in latino. Le più importanti sono le seguenti:
- (LA) Novum Lumen Chymicum, Praga, 1604. Scritto sotto lo pseudonimo di Cosmopolitanus, ebbe numerose edizioni e fu tradotto in varie lingue tra le quali francese, tedesco, inglese e ceco.
- (LA) Tractatu de Sulphure altero naturae principio, Colonia, 1616.

La conclusione più interessante è che l'aria contiene un «alimento vitale» (cibus vitae) contenuto anche nel salnitro. Sendivogius sapeva anche come produrre questo alimento vitale a partire dal salnitro, e così fu in qualche modo il primo a documentare l'esistenza dell'ossigeno, che fu tuttavia scoperto e isolato solo più di cento anni dopo da Joseph Priestley e Antoine-Laurent de Lavoisier.